# Steven Matz
Steven Jakob Matz (ur. 29 maja 1991) – amerykański baseballista występujący na pozycji miotacza w New York Mets.

## Minor League Baseball
Po ukończeniu szkoły średniej, w czerwcu 2009 został wybrany w drugiej rundzie draftu przez New York Mets. W 2010 przeszedł operację Tommy'ego Johna, a zawodowy debiut zaliczył w 2012 w zespole Kingsport Mets (poziom Rookie). W 2013 narzucał dla Savannah Sand Gnats (Class A). Sezon 2014 rozpoczął od występów w St. Lucie Mets (Rookie), a w czerwcu został przesunięty do Binghamton Mets (Double-A). W kwietniu 2015 został zawodnikiem Las Vegas 51s (Triple-A), gdzie rozegrał 15 meczów, uzyskując bilans W-L 7–4 przy wskaźniku ERA 2,19.

## Major League Baseball
28 czerwca 2015 został powołany do 40-osobowego składu New York Mets i tego samego dnia zadebiutował w Major League Baseball w meczu przeciwko Cincinnati Reds, w którym zanotował zwycięstwo, zaliczył 3 odbicia na 3 podejścia, a także został pierwszym w historii MLB miotaczem, który w debiucie zaliczył 4 RBI. W sezonie 2015 zanotował cztery zwycięstwa i dwa no-decision w sześciu startach, a wskaźnik ERA wyniósł 2,27. 13 października 2015 zaliczył debiut w playoff w meczu numer 4 National League Division Series, w których Mets mierzyli się z Los Angeles Dodgers.
W maju 2016 zanotował bilans W-L 4–0, ERA 1,83 w pięciu startach i został wybrany najlepszym debiutantem miesiąca w National League. 14 sierpnia 2016 w meczu z San Diego Padres na Citi Field w ósmej zmianie miał na koncie no-hittera, który zakończył Alexei Ramírez, zaliczając single'a.